# San Francisco Evening Bulletin
The San Francisco Evening Bulletin — газета в Сан-Франциско, основанная как Daily Evening Bulletin в 1855 году Джеймсом Кингом Уильямом. Кинг использовал газету для борьбы с политической коррупцией и сделал её самой популярной в городе. Он погиб через год после основания издания, был убит конкурирующим журналистом и местным политиком Джеймсом П. Кейси, которого Кинг разоблачил как бывшего преступника.
Среди редакторов газеты были Уильям Чонси Бартлетт и Сэмюэл Уильямс, последний также «отвечал за драматическую критику и рецензии на книги». Фремонт Олдер стал главным редактором в 1895 году, в то время, когда влияние газеты уменьшилось, но он смог вернуть ей былую славу, снова объявив войну коррупции. Олдер был вынужден уйти в отставку в 1918 году, а в 1929 году газету купил медиамагнат Уильям Рэндольф Херст, который объединил её с The San Francisco Call.